# Thomas Leiper Kane
Thomas Leiper Kane (27 janvier 1822 – 26 décembre 1883) est un avocat abolitionniste, et officier de l'armée qui a influé sur la migration vers l'Ouest de l'Église de Jésus-Christ des saints des derniers jours et a servi comme colonel dans l'armée de l'Union et général des volontaires dans la guerre de Sécession. Il a été promu général de division pour bravoure à la bataille de Gettysburg.

## Biographie
Kane est né à Philadelphie, en Pennsylvanie. Il est le fils de John Kintzing Kane, un juge de district des États-Unis, et de Jane Duval Leiper. Son frère, Elisha Kent Kane, est officier de marine, médecin et explorateur. Kane est décrit comme étant de petite taille, semblable à celle d'un jockey, d'autant que la nourriture n'a jamais été un souci premier. Dans sa correspondance, il se signale lui-même comme malade. Après avoir reçu une éducation américaine, il séjourne en Grande-Bretagne et en France pour étudier et pour améliorer sa constitution. Il passe plusieurs années à Paris où il apprend la langue de Molière et contribue à de nombreux articles dans plusieurs magazines français.
En rentrant chez lui, le juvénile Kane décide d'étudier le droit et est admis au barreau de Pennsylvanie en 1846. Plus jeune, il a toujours exprimé son intérêt pour une carrière politique et s'acharne donc à obtenir une nomination dans le gouvernement de la Californie, nouvelle possession des États-Unis. Cependant, il est déçu. Il est brièvement clerc chez son père, et obtient ensuite un poste de greffier à la Cour de district dans l'est de la Pennsylvanie. Comme abolitionniste, Kane est bouleversé par l'adoption du Compromis de 1850, qui augmente sa responsabilité légale de rendre les esclaves en fuite aux territoires du sud conformément au Fugitive Slave Act. Il donne immédiatement sa démission à son père, et est emprisonné pour outrage au tribunal. Plus tard, la Cour suprême des États-Unis annule cette arrestation.
Après sa libération, Kane devient de plus en plus actif dans le mouvement abolitionniste. Il entretient une correspondance avec Horace Greeley et Ralph Waldo Emerson, et écrit des articles de journaux sur l'abolition et les questions sociales. Après la guerre civile, le général Kane et sa femme déménagent à la frontière ouest de la Pennsylvanie, où ils deviennent propriétaires de plus de 100.000 acres (400 km2) de terres boisées sur lesquelles du pétrole et du gaz sont découverts par la suite. Kane, dont le père a été l'avocat de la Pennsylvania Railroad, aménage des voies de chemin de fer dans son domaine reliant Philadelphie à Érié, traversant les Monts Allegheny.
Kane épouse sa cousine britannique Elizabeth Dennistown (ou Dennistoun) Wood le 21 avril 1853. Elizabeth Wood Kane obtient un diplôme en médecine de l'université médicale de la femme à Philadelphie en 1883 et exerce jusqu'au 25 mai 1909. Deux de ses fils, Evan et William (plus tard connu sous le nom de Thomas L., Jr.), et leur fille Harriet, sont médecins, tandis que leur fils aîné Elisha est ingénieur civil. Après la mort de son mari, elle construit la maison Anoatok à Kane.
Après la guerre civile, Kane participe à la fondation de la communauté de Kane, en Pennsylvanie. Kane agit au titre d'administrateur de la Sunbury and Erie Railroad. Il sert en tant que secrétaire à la légation des États-Unis à Paris en 1842-3. Il est le premier président du conseil d'organismes de bienfaisance de l'État, et est membre des Sociétés américaines de Philosophie, d'Histoire et de Géographie de Pennsylvanie. Il est un franc-maçon. Ses dernières années sont consacrées à des activités de bienfaisance et à l'écriture. Il meurt le 26 décembre 1883 d'une pneumonie à Philadelphie et est enterré à Kane en Pennsylvanie.

## Ami des Mormons

### Bataillon Mormon
Kane entre en contact avec les membres de l'Église de Jésus-Christ des saints des derniers jours lors d'une conférence à Philadelphie en mai 1846. Kane leur offre ses conseils et son aide dans leurs conflits avec le gouvernement des États-Unis et dans leurs efforts pour émigrer vers les territoires de l'Ouest. Jesse C. Little, président de l'Église à l'Est, sollicite son appui pour la migration vers l'Ouest des saints des derniers jours. Par les relations politiques de son père, Kane fournit des lettres de recommandation et rejoint ensuite Little à Washington où ils sont reçus par le secrétaire d'État, le ministre de la Guerre, et par le président James K. Polk. À la suite des négociations, les États-Unis acceptent d'enrôler jusqu'à 500 hommes de l'Église en cinq compagnies de 75 à 100 hommes chacune, et que le bataillon mormon servira dans la guerre américano-mexicaine.
Avec l'aide de son père, Kane obtient la permission du gouvernement des États-Unis pour les réfugiés Mormons d'occuper les terres indiennes de Pottawattamie et d'Omaha, le long du Missouri. Après avoir transporté les dépêches relatives aux terres et au bataillon à Fort Leavenworth, Kane recherche Little dans les campements des saints des derniers jours sur la rivière Missouri. Le 17 juillet 1846, une réunion se déroule avec Kane, les dirigeants mormons et le capitaine de l'armée James Allen pour créer le Bataillon Mormon. Kane, qui a rencontré de nombreux dirigeants de l'Église, est devenu une figure populaire parmi les émigrants mormons. Miller's Hollow, la principale implantation des saints des derniers jours dans l'Iowa, sur le site actuel de Council Bluffs, est rebaptisée Kanesville en reconnaissance de ses services.
Pendant ce séjour, Kane tombe gravement malade avec une forte fièvre. Malgré de bons soins, à la fois d'un médecin de l'armée de Fort Leavenworth et des membres de l'Église, sa santé sera toujours précaire par la suite.

### Territoire de l'Utah et État
En mars 1850, en plein débat sur la création du territoire de l'Utah, Kane prononce un important discours devant la Société Historique de Philadelphie. Il y décrit la religion des saints des derniers jours, leurs conflits avec d'autres colons, et la désolation qu'il a vue lors d'une visite récente de la ville abandonnée de Nauvoo dans l'Illinois. Il évoque également la marche vers l'Ouest des membres de l'Église. Un millier de copies de ce discours, avec des notes et des documents annexes, sont imprimés et distribués, principalement aux membres du Congrès américain ainsi qu'aux hommes influents de l'exécutif. Le texte est reproduit dans plusieurs publications mormones: dans le Frontier Guardian (7 août 1850) et dans le Millennial Star (du 15 avril au 15 juillet 1851) où il touche un plus large public. Six mois plus tard, il défend Brigham Young dans les journaux de l'Est. Kane est invité à fournir des recommandations et des informations sur les Mormons au président Millard Fillmore. Lorsque l'Utah obtient du Congrès, le 9 septembre 1850, un gouvernement territorial, Fillmore demande à Kane d'en être le premier gouverneur. Celui-ci refuse mais recommande Young. Tout au long des années 1850, il soutient la structure de l'état de l'Utah et défend les intérêts de l'Église à chaque occasion.
Dans un travail réalisé en 1902, l'historien William Alexander Linn, croyant apparemment qu'aucun non-mormon ne peut servir d'avocat pour le groupe, affirme que Kane est un membre secret de l'Église et qu'il a été baptisé en 1846 lors de son séjour sur la rivière Missouri. Kane, sa famille, et les dirigeants des saints des derniers jours ont tous déclaré que, en dépit de son intérêt pour les mormons, de leur doctrine et de leurs pratiques, il n'a jamais adhéré à l'Église. Les lettres de sa femme ainsi que des journaux indiquent que son mari n'a pas affirmé explicitement qu'il était chrétien, mais qu'il est resté affilié à la foi de son enfance, la foi presbytérienne.

### Guerre d'Utah
Durant l'hiver 1857-1858, Kane fait un voyage épuisant de plus de 3 000 miles (plus de 4 800 kilomètres) de la côte Est à Salt Lake City dans l'Utah qui lui permet d'éviter une effusion de sang par la médiation d'un différend entre les Mormons et le gouvernement fédéral, connu sous le terme de la guerre d'Utah. Le mormonisme, la pratique de la polygamie et la gouvernance du territoire de l'Utah sont des questions posées lors de l'élection fédérale de 1856. Face aux rapports de mauvaise gestion de l'Utah, le président James Buchanan, peu après sa nomination en mars 1857, nomme un nouveau gouverneur territorial en Utah, Alfred Cumming, natif de Géorgie et non-mormon, en remplacement de Brigham Young. Ecoutant les rumeurs (qui plus tard s'avéreront fausses) que les mormons sont en rébellion contre le gouvernement des États-Unis, Buchanan envoie une escorte de 2 500 hommes, avec ordre de placer le nouveau gouverneur dans son bureau, par la force si nécessaire.
Malheureusement, Buchanan ne notifie pas officiellement à Young ce changement et des rumeurs d'attaques planifiées de l'armée américaine sur les communautés de l'Utah circulent juste avant l'arrivée des troupes. Les Mormons, qui ont déjà été chassés de plusieurs États, sont prêts à brûler leurs villages et résister à une autre migration forcée. Des Mormons en âge de se battre (pratiquement tous les hommes valides âgés de 15 à 60) à la mobilisation de la Légion de Nauvoo, tous sont préparés pour une politique de terre brûlée. En se retirant dans le sud de l'Utah. des patrouilles mormones localisent trois trains de ravitaillement de l'armée qui sont attaqués et brûlés par les membres de la Légion Nauvoo, avec à leur tête Lot Smith. Cette attaque bloque l'avancée de l'armée américaine à Fort Bridger dans le Wyoming pour l'hiver 1857-1858.
Plus tôt dans l'année, à l'audition du «malentendu», Kane offre sa médiation. Comme c'est un hiver rugueux, il voyage, sous un nom d'emprunt, vers l'Utah par le Panama, en traversant l'isthme par le Panama Railroad, achevé en 1855 et embarque ensuite sur un navire reliant le nord au sud de la Californie. Il parcourt le trajet menant de San Bernardino à Salt Lake City par la branche sud de la California Trail (maintenant l'inter-15), arrivant à Salt Lake City en février 1858. Kane persuade alors Young d'accepter la nomination de Cumming au poste de gouverneur territorial, et de ne pas s'opposer aux troupes fédérales, appelées l'armée de Johnston, qui agissent simplement comme escorte. Après cela, Kane se rend à la base d'hiver de l'armée à Fort Bridger, où il persuade le gouverneur Cumming de se rendre à Salt Lake City sans son escorte militaire. Cumming est courtoisement reçu par Young et les résidents de l'Utah, et s'installe immédiatement dans son nouveau bureau. L'armée entre en Utah quelques semaines plus tard et bivouaque sur un terrain laissé vacant qui devient le Camp Floyd, plus de 30 miles (48 kilomètres) au sud-ouest de Salt Lake City. L'armée quitte le territoire en 1860, la guerre civile américaine retirant la quasi-totalité des troupes frontalières.
À Salt Lake City, Kane reçoit la nouvelle du décès de son père survenu le 24 avril 1858. Il reste en l'Utah jusqu'au 13 mai puis, accompagné d'une escorte des saints des derniers jours, il traverse le continent pour faire son rapport au président Buchanan.

### Amitié avec Young
Kane est un ami personnel de Brigham Young, et il reste en contact avec le chef de l'Église pendant de nombreuses années. Kane visite l'Utah à plusieurs reprises, conseillant Young et les saints des derniers jours dans les interactions avec le gouvernement fédéral. En 1871, après l'achèvement des lignes de chemin de fer en Utah, Young exhorte Kane et sa famille à séjourner :
Général, maintenant que le chemin de fer Atlantique et Pacifique est achevé et que les installations facilitent le voyage à travers les plaines, peut-on espérer vous voir ici bientôt ? Permettez-moi de vous assurer qu'il n'y a pas un parmi les milliers de personnes qui traverseront les plaines cette saison à qui les saints des derniers jours seront plus cordialement tendre la main et l'assurer d'un accueil chaleureux. Ceux qui savent vous chérissent en tant qu'homme tandis que de tous, votre nom est tenu en souvenir honorable. - Brigham Young, 16 avril 1871
Kane, son épouse Elizabeth, et leurs deux jeunes fils passent l'hiver de 1872 dans l'Utah. Ils voyagent à travers le territoire et restent les hôtes de Young en son domicile d'hiver de Saint-George, en partie pour veiller à la santé défaillante de Kane. Pendant l'hiver, Kane et Young établissent des plans pour l'implantation de mormons en Arizona et dans la vallée de Sonora au Mexique. Par ailleurs, Kane interroge Young, collectant des informations en prévision d'une biographie qu'il ne terminera jamais. En retour, Young consulte Kane comme avocat sur le règlement des accusations fédérales portées contre lui.
Elizabeth Kane correspond avec sa famille lors de cette visite. Son père, William Wood, publiera plus tard des lettres sélectionnées dans un livre intitulé Twelve Mormon Homes. Le journal qu'Elizabeth Kane rédige pendant cet hiver, est édité et publié en 1992 sous le titre Elizabeth Kane's St. George Journal. Kane revient en Utah à la mort de Young en 1877, assister à ses funérailles et présenter ses condoléances à la famille et aux dirigeants de l'Église. Il supervise également l'exécution de la volonté de Young, qu'il a préparée, assurant une séparation adéquate de l'Église et de ses biens personnels. Young avait occupé un certain nombre de propriétés de l'Église en son propre nom en raison de la Loi Morrill anti-bigamie de 1862 qui a rendu illégale pour l'Église de Jésus-Christ des saints des derniers jours la propriété de valeurs de plus de 50,000 dollars. La propriété de ces biens est transférée à son successeur à la présidence, John Taylor.
Kane County, dans l'Utah est nommé ainsi en l'honneur de Thomas L. Kane, comme c'est le cas de Kanesville Tabernacle à Council Bluffs, dans l'Iowa. L'Église de Jésus-Christ des saints des derniers Jours maintient comme un site historique la chapelle commémorative Thomas L. Kane, à Kane en Pennsylvanie, en reconnaissance de son amitié et de son aide. Kane est enterré dans la chapelle. En outre, une statue en bronze de Thomas L. Kane est installée dans le Capitole de l'état de l'Utah à Salt Lake City, où il est identifié comme un «ami des Mormons".

## Le service dans la guerre civile
Au début de la guerre civile, Kane lève un régiment de fusiliers, le 42e régiment d'infanterie de Pennsylvanie, nommé aussi le 13e régiment de réserve de Pennsylvanie. Il recrute des bûcherons de Pennsylvanie occidentale, des hommes qui ont de l'expérience dans les bois, qui peuvent se nourrir par eux-mêmes, et qui savent tirer avec des fusils. Lors de la formation du régiment, une de ses recrues orne son chapeau d'une queue prise sur la carcasse d'un cerf trouvé dans une boucherie. D'autres hommes du régiment copient cette décoration, donnant par ce geste le surnom de "Bucktails” au régiment. Les hommes du régiment construisent alors quatre grands radeaux et les lancent en bas de la rivière Susquehanna jusqu'à Harrisburg, où ils se rassemblent.

Le 21 juin 1861, le vétéran Charles J. Biddle est nommé colonel du régiment avec Kane comme lieutenant-colonel. Kane est décrit comme un «visionnaire» de tactiques d'infanterie. Il enseigne à ses hommes ce qui est aujourd'hui connu comme "la tactique du tirailleur." Ils apprennent à se disperser sous le feu et à utiliser toute la couverture que le terrain peut offrir, ainsi qu'à tirer seulement quand ils peuvent voir leurs cibles. Il souligne la responsabilité individuelle de ses soldats, une contradiction à la pensée militaire de l'époque. Il tient également à les exercer au tir, ce qui est aussi une idée novatrice, et à les entraîner dans le tir à longue portée, aidant le développement de ses hommes comme tireurs d'élite.

Les Bucktails sont affectés à la réserve de Pennsylvanie, division du Ve Corps de l'armée du Potomac. Lorsque le colonel Biddle démissionne pour entrer au Congrès américain, le lieutenant-colonel Kane prend le commandement. Le 20 décembre 1861, Kane est blessé alors qu'il dirige une patrouille à la bataille de Dranesville. Une balle heurte le côté droit de son visage, lui brisant des dents et lui infligeant des difficultés de vision pour le reste de sa vie.
Au printemps 1862, Kane qui a partiellement récupéré de sa blessure, retrouve ses Bucktails. Ils servent avec la cavalerie du général de brigade George Dashiell Bayard (en) dans la vallée de Shenandoah, en luttant contre Stonewall Jackson lors de sa campagne de la vallée de Shenandoah. À Harrisonburg, Kane et 104 tirailleurs d'élite sont envoyés à la rescousse d'un régiment qui est tombé dans une embuscade. Lors de sa rencontre avec trois régiments confédérés le 6 juin 1862, il est frappé par une balle qui lui casse l'os sous son genou droit et est laissé sur le terrain. Quand il essaye de se relever après la fin des combats, un soldat confédéré lui brise le sternum d'un coup de crosse de fusil et Kane, inconscient, est capturé. Il est échangé contre Williams C. Wickham, à la mi-août. Il reprend son service à temps pour la campagne de Virginie du Nord, mais est tellement affaibli qu'un autre officier conduit son régiment. Il doit être aidé pour monter à cheval et est contraint de marcher avec des béquilles. Sa blessure reçue à Harrisonburg se rouvrira à plusieurs reprises au cours des deux prochaines années.

Kane est promu au grade de général de brigade de volontaires, le 7 septembre 1862, et reçoit le commandement de la 2e Brigade de la 1re Division du XIIe Corps de l'armée du Potomac. Cette brigade se rassemble en mars 1863 avant que Kane ne puisse la conduire au combat. Aussitôt, Kane obtient une nouvelle brigade, la 2e Division du XIIe Corps et prend part aux combats de  Chancellorsville. Après que son cheval ait trébuché dans la rivière Rapidan et qu'il soit tombé à l'eau, le 28 avril 1863, Kane développe une pneumonie. Il est envoyé dans un hôpital de Baltimore, dans le Maryland, où il reste jusqu'en juin. Ayant entendu parler du général Robert E. Lee et de sa seconde invasion du Nord, la campagne de Gettysburg, Kane se porte volontaire pour transmettre des renseignements au commandant de l'armée du Potomac, George Gordon Meade. Il quitte son lit de malade pour rejoindre ses hommes. Sur un trajet long et difficile par le chemin de fer, il évite la capture par la cavalerie du général de division Jeb Stuart en se déguisant en civil. Il arrive à Gettysburg, en Pennsylvanie, dans la matinée du 2 juillet 1863.

Kane reprend le commandement de sa brigade et occupe une position sur la colline de Culp, à la droite de la ligne de l'Union. Ses hommes ne participent pas aux combats sanglants du 2 juillet parce que sa division, commandée par le général de division John W. Geary, est retirée de sa position pour aller défendre le flanc gauche contre les attaques des Confédérés. (En raison de la mauvaise navigation de Geary, la colonne emprunte un mauvais chemin et ne combat pas ce jour-là). Toutefois, lorsque ses hommes reviennent à leurs parapets construits à la hâte sur la colline de Culp, ils y trouvent des soldats confédérés. Le commandant ordonne un assaut pour le lendemain matin pour reprendre la position mais avant le lancement de cette attaque, les Confédérés frappent en premier. Kane et ses hommes les repoussent. Au cours de l'action, Kane tombe malade et le commandant en second de la brigade, le colonel George A. Cobham Jr, prête activement son concours à l'opération. Bien que sa brigade soit victorieuse, Kane est un homme brisé par sa mauvaise santé. Il souffre de sa purulente plaie faciale, de problèmes persistants de la poitrine et de troubles de la vision. Le lendemain, il renonce définitivement à son commandement. Il est alors affecté à Pittsburgh, en Pennsylvanie, où il supervise le projet de la gare. Comme sa santé lui cause toujours des ennuis, Kane démissionne de son poste en novembre 1863. Pour son service à Gettysburg, il est nommé général de division le 13 mars 1865.

## Publications
- The Mormons (Philadelphia, 1850)
- Alaska (1868)
- Coahuila! (1877)
- A Concise History of the Mormon Battalion in the Mexican-American War, 1846 – 1847 (1881)

## Sources
- (en) Cet article est partiellement ou en totalité issu de l’article de Wikipédia en anglais intitulé « Thomas L. Kane » (voir la liste des auteurs).
- http://www.findagrave.com
- (en) « Home », sur utah.gov (consulté le 24 mai 2024)
- « Home », sur BYU Home Site (consulté le 24 mai 2024)
- http://www.civilwarintheeast.com
- http://www.nps.gov